# Osterhagen (Kalletal)
Osterhagen wurde 1333 als Osterlaghe erstmals schriftlich erwähnt. 
Osterhagen ist seit dem 1. Januar 1969 durch das Lemgo-Gesetz ein Ortsteil der Gemeinde Kalletal im Kreis Lippe. Mit 26 Einwohnern (Stand März 2023) ist Osterhagen die kleinste Ortschaft in Kalletal.

## Einwohnerentwicklung
| Jahr      | 1860 | 1939 | 1962 |
| Einwohner | 122  | 80   | 85   |
| --------- | ---- | ---- | ---- |

## Persönlichkeiten
Der ehemalige Bundeskanzler Gerhard Schröder lebte von 1957 bis 1971 in Osterhagen.